# 4650 Mori
4650 Mori è un asteroide della fascia principale. Scoperto nel 1950, presenta un'orbita caratterizzata da un semiasse maggiore pari a 2,2366975 UA e da un'eccentricità di 0,1475422, inclinata di 4,74827° rispetto all'eclittica.